# 2011年2月中國大陸

## 2月1日
- 经过6名老教授数年举报，以及方舟子新语丝的转载，科技部官方网站正式公告，针对西安交大能源与动力工程学院原教授、博士生导师、长江学者李连生的学术造假行为，撤销其“涡旋压缩机设计制造关键技术研究及系列产品开发”项目所获2005年国家科学技术进步奖二等奖。这是首次撤销的国家科学技术进步奖奖项。科技部：国科发奖〔2011〕40号（页面存档备份，存于）人民网（页面存档备份，存于）香港新浪网（参见2008年三鹿集团获奖，新语丝遭封锁）
- 19时，四川省绵阳市北川羌族自治县举行了隆重的新县城开城仪式，这标志着中国首个震后异地重建县城重新站立，重获新生。新浪、中新网（页面存档备份，存于）
- 北京时间2011年2月1日16时16分在台湾花莲县附近海域(北纬24.2,东经121.8)发生5.3级地震，震源深度7公里。新浪（页面存档备份，存于）

## 2月2日
- 《中国青年报》：辽宁省本溪市南芬区副区长兼公安局局长谢志冈在检察院“办案专用椅”上坐着死。家属质疑检察院刑讯逼供。中国青年报（报社网站）（页面存档备份，存于）
- 《中国青年报》：钱云会案宣判，费良玉的交通肇事罪罪名成立。手表录像在庭上公示，钱云会父亲的律师质疑录像真实性，称内容与证人钱成宇证言相矛盾，要求鉴定，被法庭驳回。公诉人称手表录像真实性有证人证明，但皆未出庭，有的仍被警方拘押。死者父亲拒绝接受105万元，其律师询问费良玉：“你的家庭经济状况也不好，你赔偿钱家的105万元从哪里来？”费良玉回答说：“这我也不知道，你问我的代理人。”中国青年报/网易（禁止网民评论）（页面存档备份，存于）

## 2月3日
- 2月3日（正月初一）凌晨零时13分，辽宁省沈阳市皇朝万鑫国际大厦B座公寓楼发生火灾。该大厦为沈阳第一高的首座白金五星级国际大厦。新浪专题（页面存档备份，存于）
- 2月3日，国务院安委会办公室对沈阳万鑫大厦火灾做出紧急通报，通报指出火灾的原因是燃放烟花引燃皇朝万鑫酒店B座楼体外墙表面装饰材料所致[1]。

## 2月4日
- 央视春晚总导演陈临春否认今年春晚使用备播带。网易（页面存档备份，存于）
- 《南方都市报》：陕西省榆林市神木县一矿工巧得一份记有15名官员的清单，上至神木县县委书记下至普通干部的名字赫然列在一张A4纸上，更有趣味的是，与名字对应的，还有某个“诱人”的阿拉伯数字。清单持有者迅速遭关押。南方都市报/网易

## 2月5日
- 据中国公安部消防局的消息，2月2日零点到2月3日上午8点，全国共发生火灾5945起，直接财产损失1300余万元。据环境保护部的监测数据显示，2月4日这一天，86座城市的空气质量日报中，有22座城市空气质量属于轻微污染。此外，还有牡丹江等5座城市属于重度污染。腾讯（页面存档备份，存于）
- 2月5日4时5分至到8时5分，中铁九局1500多人在哈大铁路客运专线沈阳北站改建普速场顺利转场成功，正式开通投入运营搜狐（页面存档备份，存于）中央政府网（页面存档备份，存于）。

## 2月7日
- 中央人民广播电台：安徽省阜阳市拐卖虐待儿童成风，被拐卖儿童遭硫酸烧脸，被毒打致残利于讨钱。中国广播网/网易中国广播网/腾讯网（页面存档备份，存于）（参见：采生折割）
- 《新快报》：“2010年度中国正义人物”和“2010中国魅力人物”钟吉章工程师举报广州地铁3号线所采用的混凝土强度未达国家标准，被有关单位解聘。湖南红网/腾讯网（页面存档备份，存于）

## 2月9日
- 深圳市公安局确认湖北人彭高峰找到其失踪3年的儿子彭文乐，并调取监控录像三年前发现掳走彭文乐的正是其养父。失踪当晚，彭父曾两度给深圳警方下跪，警方得以答应发布“协查通告”，但拒绝提供监控录像（“由于地方路段改建，把监视线路全部挖段（断）了。所以没有录下来，现在没有办法查当时的录象。”）深圳版南方都市报 腾讯网今日话题（页面存档备份，存于）

## 2月10日
- 2月10日凌晨2点，江苏省响水县陈家港化工园区大和化工厂要发生爆炸，致当地万名群众外出逃命。清晨5点至6点，该地区交通大堵塞。在逃离过程中，由于马路拥堵，发生多起事故并导致四人死亡。 10日下午，当地政府辟谣，公安机关全力追查造谣者网易。响水化工厂爆炸谣言事件

## 2月12日
- 新华网“中国网事”回应网帖《大年初一走访三亚最大贫民窟》，称政府趁住户回老家之机对房屋实行“铁锤行动”是避免春节鞭炮引发火灾。新华网（页面存档备份，存于）
- 《中国青年报》：江苏省南京市明朝沐英墓等王公古墓群被毁坏建豪华别墅区。中国青年报/网易（页面存档备份，存于）
- 福建省龙岩市建设局正式对此前网络曝出的“9年不上班领空饷者”作出了正式处理决定：要求其在15日内回单位上班。人民网/网易
- 中共中央组织部证实中共铁道部党组书记、铁道部部长刘志军因“涉嫌严重违纪”被中央免职。新华网/网易
- 《新京报》据新华社电：河南省新密市一铝矿场昼夜爆破村民被迫搬迁，耕地被非法强占，公共饮水工程也受影响。官员称村民搬走系自愿。新京报/腾讯（页面存档备份，存于）

## 2月13日
- 《南方都市报》：中央国企中国石油“根据国家有关部委的要求”组织员工匿名发帖宣传涨价合理。有关通知扫描件被一大学教授公布。南方都市报/解放日报网站—网页快照（原网页[]已删除）

## 2月14日
- 《新世纪》周刊：调查称中国10%大米存镉污染，可致痛痛病。新世纪周刊/网易
- 农业部称以更严格的要求抽检牛奶中“皮革水解蛋白”，曾有企业违规添加。21世纪经济报道/网易
- 《成都商报》：重庆80后局长17岁考进当局事业单位当“公务员”，称父母是农民，否认有“后台”，同时还解释了其“在职大学”的含义。成都商报/网易
- 福建省归真堂因活熊取胆遭亚洲动物基金抵制其上市。归真堂表示其行为得到了当时的国家林业部和卫生部的批准，称反对其就是反对国家。中国日报网/腾讯（页面存档备份，存于）（参见熊去氧胆酸合成。）

## 2月15日
- 《三湘都市报》：湖南省永州市上百教师年吃地方财政空饷数百万元人民币，官员回应质疑关记者何事：“空饷吃的是地方财政，不是国家财政，关你记者什么事？公务员吃空饷的更多，你们记者怎么不去关注？”三湘都市报/腾讯（页面存档备份，存于）
- 南京农业大学农业资源与环境研究所潘根兴教授称有逾10%的市售大米镉超标，与农业部2002年的调查类似。他表示，短期食用镉超标大米没有风险，并建议多吃富含蛋白质的食物，而中国大米总体是安全的。金陵晚报/腾讯（页面存档备份，存于）
- 三湘华声在线：辽宁省25岁女孩任辽宁石油化工大学副院长，网友称其父系市长。华声在线/腾讯（页面存档备份，存于）

## 2月16日
- 上海《新闻晨报》披露河南省儿童在海南省“正规卖艺”细节：未完成任务的儿童遭剪舌（向记者展示），被逼食粪。回到村子里的“卖艺”儿童们向记者讲述时被一青年发现，自此不见踪影。新闻晨报/凤凰网（页面存档备份，存于）
- 香港《明报》：中共铁道部原党委书记、中国铁道部长刘志军被传拥有“三妻十八妾”，其下台被认为会影响中国高铁融资规划。新加坡联合早报网（页面存档备份，存于）（参见金庸创办明报。）
- 因爆料辽宁省24岁女生成为大学副院长，网民“鬼文子”在其工作单位遭大批身着制服人士“跨省慰问”。南方网/腾讯（页面存档备份，存于）（参见跨省追捕。）

## 2月17日
- 中国外交部发言人马朝旭在例行记者会上，回应美国国务卿希拉里2月15日在乔治·华盛顿大学发表《网络正确与错误：互联网世界的选择与挑战》的演讲中对中国网络自由抨击的评论，反对借互联网话题干涉中国内政。新浪、中新网（页面存档备份，存于）
- 辽宁石油化工大学就25岁的王圣淇任该校国际教育学院副院长情况作说明。新浪（页面存档备份，存于）
- 《南方日报》：24岁女孩工作经历不足3年就任辽宁石油化工大学副院长，知情者称其父是鞍山市市长。南方日报/南方报业
- 山西省夏县教育局局长举报县长，县长擅用警力对其刑拘、抄家获处罚：“党内警告”、“调离县长岗位”（新岗位未透露，行政级别不变）。中新社 都市时报/网易（页面存档备份，存于）（参见彭水诗案。）

## 2月18日
- 重庆市万州区驻京办称原区长女儿吃空饷是误会，称“吃空饷的区领导女儿李果，早就想把工资退还给联络处，只因受限于人在国外，一直无法返还工资”。新京报/网易（参见薄瓜瓜与哈罗公学。）
- 辽宁石油化工大学否认其24岁副院长王圣淇为官二代，而稍后这名副院长承认了其是市长的女儿。东方卫视/腾讯（页面存档备份，存于）人民网/腾讯[]

## 2月23日
- 2月23日至25日，十一届全国人大常委会第十九次会议召开，会议表决通过《中华人民共和国刑法修正案（八）》、《中华人民共和国非物质文化遗产法》、《中华人民共和国车船税法》[2]；决定免去刘志军的铁道部部长职务，任命盛光祖为铁道部部长。中华人民共和国国家主席胡锦涛分别签署主席令，公布了有关法律和任免决定[3]。

## 2月24日
- 全国党史研究室主任会议在北京举行，中央党史研究室主任欧阳淞主持。次日，中共中央政治局常委、中央书记处书记、国家副主席习近平在北京人民大会堂会见出席全国党史研究室主任会议和中国中共党史学会第七次会员代表大会[4]。
- 政协湖北省第十届委员会第四次会议选举杨松为省政协主席[5]。
- 政协海南省五届四次会议第三次全体会议选举于迅为省政协主席[6]。
- 国务院副总理李克强出席全国保障性安居工程工作会议并讲话[7]。
- 国家副主席习近平在人民大会堂与巴基斯坦参联会主席哈立德·沙米姆·韦恩举行会谈，之后国防部部长梁光烈在八一大楼会见韦恩一行[7]。
- 外交部部长杨洁篪在乌兰巴托与蒙古国总统查希亚·额勒贝格道尔吉举行会谈[7]。

## 2月25日
- 中共中央政治局常委习近平在人民大会堂会见杨善洲先进事迹报告团全体成员并发表讲话[8]。